# Югина чорнолоба
Юги́на чорнолоба (Parayuhina diademata) — вид горобцеподібних птахів родини окулярникових (Zosteropidae). Єдиний представник монотипового роду Чорнолоба югина (Parayuhina),

## Підвиди
Виділяють два підвиди:
- P. d. ampelina (Rippon, 1900) — північно-східна М'янма, південний Китай і північний В'єтнам;
- P. d. diademata (Verreaux, J, 1869) — центральний Китай.

## Поширення і екологія
Чорнолобі югини мешкають в Китаї, на півночі М'янми і В'єтнаму. Вони живуть в рівнинних тропічних лісах і на плантаціях.